# Notturno bus (romanzo)
Notturno bus è un romanzo di Giampiero Rigosi, pubblicato nel 2000 dalla casa editrice Einaudi, da cui è stato tratto nel 2007 l'omonimo film con Valerio Mastandrea e Giovanna Mezzogiorno.

## Trama
Il romanzo ruota intorno all'autista di un bus notturno di Bologna, Francesco detto Franz, con la passione per il gioco del poker. Con un grosso debito a causa di alcune partite perse con l'amico nerboruto Titti, Franz durante il suo peregrinare notturno si imbatte in Leila, affascinante e bugiarda ladra di professione, che conquista gli uomini per poi rubargli il portafogli. Ma l'ultimo colpo la coinvolge in un giro più grande di lei, dove, suo malgrado, trascina con sé anche Franz.

## Edizioni
- Giampiero Rigosi, Notturno bus, collana Einaudi Stile Libero, Einaudi, 2000, ISBN 88-06-15550-4.

- Giampiero Rigosi, Notturno bus, collana Einaudi Stile Libero. Noir, Einaudi, 2007, ISBN 978-88-06-18550-3.